# Ерёмино (Забайкальский край)
Ерёмино — село в Читинском районе Забайкальского края России. Входит в состав сельского поселения «Сивяковское». Основано в 1737 году.

## География
Село находится в центральной части района, к югу от реки Ингоды, на расстоянии примерно 4 километров (по прямой) к югу от города Читы, в 12 км к северо-востоку от центра сельского поселения,  села Сивяково. Абсолютная высота — 669 метров над уровнем моря.
Климат
Климат характеризуется как резко континентальный с продолжительной холодной малоснежной зимой и коротким тёплым летом. Среднегодовая температура воздуха составляет −4,3 — −2,5 °С. Средняя многолетняя температура самого холодного месяца (января) составляет −28 — −20 °С, температура самого тёплого (июля) — 15 — 18 °С. Среднегодовое количество осадков — 300—400 мм.
Часовой пояс
Село Ерёмино находится в часовой зоне МСК+6. Смещение применяемого времени относительно UTC составляет +9:00.

## Население
| 2010 | 2021 |
| ---- | ---- |
| 290  | ↘240 |

Половой состав
По данным Всероссийской переписи населения 2010 года в гендерной структуре населения мужчины составляли 49 %, женщины — соответственно 51 %.
Национальный состав
Согласно результатам переписи 2002 года, в национальной структуре населения русские составляли 94 % из 289 чел.

## Инфраструктура
Действуют начальная школа, клуб и фельдшерско-акушерский пункт.
Два магазина по улице Новая и Центральная 